# Cap Skopià
El cap Skopià (grec: Άκρα Σκοπιά, Akra Skopià), antigament conegut com a Krithotè (grec antic: Κριθωτή), és un cap o promontori d'Acarnània, enfront del port de Forcis a l'illa d'Ítaca, al nord-oest d'Astacos.